# Tyronza, Arkansas
Tyronza, Arkansas (енгл. Tyronza) град је у америчкој савезној држави Арканзас.

## Демографија
По попису из 2010. године број становника је 762, што је 156 (-17,0%) становника мање него 2000. године.
| Група             | 2000.       | 2010.       |
| Белци             | 864 (94,1%) | 711 (93,3%) |
| Афроамериканци    | 34 (3,7%)   | 21 (2,8%)   |
| Азијати           | 0 (0,0%)    | 0 (0,0%)    |
| Хиспаноамериканци | 6 (0,7%)    | 20 (2,6%)   |
| Укупно            | 918         | 762         |